# Friedrich Gottlob von Steindel
Friedrich Gottlob von Steindel (* 17. Juli 1754 in Annaburg; † 5. Dezember 1824 in Trachenberge) war ein königlich-sächsischer Generalleutnant.

## Leben und Werk
Steindel entstammte einer Adelsfamilie, war der Sohn des Kapitänleutnant Carl Heinrich Gottlob von Steindel († 1757) und schlug eine Militärlaufbahn bei der Sächsischen Armee ein. König Friedrich August von Sachsen ließ ihn am 18. Mai 1813 zum Generalleutnant befördern, nachdem er zuvor als Generalmajor bereits Chef eines Infanterieregiments gewesen war. Fortan durfte er auch den Titel Exzellenz führen. 
Nach seinem Tod gab es mehrjährige Auseinandersetzungen um seinen Nachlass und das Fideikommiss.